# Brachymeles vermis
Pour les articles homonymes, voir Vermis.
Espèce
Statut de conservation UICN

 EN B1ab(iii) : En danger
Brachymeles vermis est une espèce de sauriens de la famille des Scincidae.

## Répartition
Cette espèce est endémique de l'archipel de Sulu aux Philippines. Elle se rencontre sur les îles de Jolo, de Butinian, de Bubuan, de Lapac, de Papahag et de Tawi-Tawi.

## Publication originale
- Taylor, 1918 : Reptiles of the Sulu Archipelago. Philippine journal of science, vol. 13, p. 233-267 (texte intégral).